# Frans Vuursteen
Frans Vuursteen (Delfzijl, 31 januari 1954) is een componist met nadruk op de accordeon.
Hij kreeg zijn opleiding aan het Conservatorium van Groningen. Zijn docenten aldaar waren Egbert Spelde voor accordeon (1972-1979) en Willem Frederik Bon (1977-1983) op het gebied van compositie. Bon overleed in 1983 en Vuursteen ging privé studeren bij Otto Ketting en wilde examen doen aan het Rotterdams Conservatorium (Ketting was daar wel docent maar niet voor compositie), maar dat conservatorium wilde hem in maart 1986 geen compositieprijs verlenen. Opmerkelijk was daarbij dat Ketting zelf (met Lucas Vis, Tristan Keuris, Wim de Ruiter, Klaas de Vries en Peter-Jan Wagemans) in de jury zat. Vuursteen week uit naar elders. Vuursteen zette zijn studies voort bij François Mollinger en jan van Dijk aan het Brabants Conservatorium, studeerde daar in 1989 cum laude af. In 1975 werd hij zelf enige tijd leraar aan het "Instituut voor Creatieve Ontwikkeling" in Assen.
Op uitvoeringsgebied begon hij met Jacob ter Veldhuis een collectief (Nieuwe Voorschriften), dat een andere manier van concert geven probeerde door te voeren. Dit leidde er in 1983 toe dat er een uitvoering werd gegeven waarbij niet alleen de partituur van belang was, maar ook de ruimteverdeling en voor dit programma ook het gedrag van de musici op het podium (zitten, stilstaan of bewegen).
Zijn composities zijn veelal gebaseerd op poëzie (onder meer Charles Baudelaire, John Keats, John Milton en Fetze Pijlman) en zoals hij het zelf omschrijft verhalen, dromen en/of gebeurtenissen. Uiteraard ontbreekt de accordeon niet in zijn repertoire, waarbij hij de mogelijke klanken van dat instrument mengde met meer traditionele muziekinstrumenten uit de klassieke muziek. Zelf bewonderde hij componisten als Sergei Rachmaninov, Maurice Ravel en Henri Dutilleux.
De Algemene muziek encyclopedie noemt de volgende werken:
- 1980: La fin de la journée (voor sopraan en tien instrumentalisten)
- Ailsa rock (voor alt, accordeon en basklarinet)
- Attristant et Isolant (voor mezzosopraan, dwarsfluit, gitaar, accordeon, viool en cello); hij verdiende er de Novam  (Nederlandse Organisatie voor Accordeon en Mondharmonica) Compositieprijs mee; juryleden waren Ton de Leeuw, Willem Kersters (beiden componisten), Miny Dekkers en Hubert Kicken (beiden vakdocenten accordeon)[3]
- (Double) Reed reflections (voor hobo of sopraansaxofoon
- Blue (voor dwarsfluit)
- Filmmuziek voor stomme film Rhythm & Blues van Willem Bon uit 1934.

Zijn repertoire bestaat naar eigen zeggen uit korte werken in kleine bezetting. In 1994 kwam vermoedelijk zijn “grootste werk” Correspondances gebaseerd op de gelijknamige tekst van Charles Baudelaire voor koor, orkest en cellosolo; een werk dat in 1994 uitgevoerd werd door het Noord Nederlands Orkest.
Vanaf 1988 tot 2010 was hij dirigent bij Het Filofonisch Orkest, dat bestaat uit blazers, piano en slagwerk. Hij schreef ook enkele bewerkingen en werken voor dat orkest.
De relatie met Mollinger ging verder dan alleen leraar/leerling, blijkend uit zijn medeondertekening van diens “bericht van overlijden” in 1995.
- International Standard Name Identifier: 0000 0000 2154 8447
- Library of Congress Control Number: n80030891
- Nederlandse Thesaurus van Auteursnamen: 158905369
- Virtual International Authority File: 55441114